# Панчо Накашев
Панчо (Панче) Константинов (Коцев) Накашев е български магистър-фармацевт, изобретател, общественик и активен участник в борбата за българска национална независимост, деец на Вътрешната македоно-одринска революционна организация.

## Биография
Панчо Накашев е роден на 15 юли 1881 г. в град Щип (Център), тогава в Османската империя. Баща му – Константин (Коце) Накашев е търговец, от търговско, свещеническо и иконописно семейство. Майка му – Елисавета Щерева е от свещеническо семейство. Негови по-малки братя са революционерът и фармацевт Мане Накашев, както и Тодор Накашев, също фармацевт, рано починал.
Завършва средно образование в родния си град. На 26 ноември 1905 г. се дипломира по фармация в Медицинския факултет в Цариград, като по време на следването се самоиздържа, а и е подпомогнат от Българската екзархия под наблюдението на Екзарх Йосиф. След дипломирането си, в началото на 1906 г., пак с помощта на Българската екзархия, Панчо Накашев отваря в Щип собствена аптека.
В Щип взема дейно участие в борбата за национална независимост. През 1908 г. заедно с Арсо Лазаров и Христо Икономов, Панчо Накашев е един от организаторите на честни избори. През 1910 г., по време на Обезоръжителната акция на младотурците, е арестуван и изтезаван заедно с други видни българи.
През юни 1911 г., след гоненията от страна на младотурските власти, със съпругата си Елена Мазнева-Накашева (*1891, Щип-Новосело +1969, Ню Йорк), Панчо Накашев се изселва в София. Той е мобилизиран и участва в Балканската и в Междусъюзническата война, както и в Първата световна война, като магистър-фармацевт.
От януари 1914 година, почти 12 месеца, е управител на аптека в Бургас. След Първата световна война, през 1919 година, Панчо Накашев става управител на аптеката в Александровска болница, вкл. и Медицинския факултет и неговите клиники.
От 1922 г. започва своето самостоятелно развитие като собственик на аптека и фармацевтична лаборатория в София. Първоначално внася хинин за лечение на малария, а скоро след това – само съставките и започва производство на лекарството в своята лаборатория, изградена в приземния етаж на къщата му на улица „Гурко“. Както аптеката, така и лабораторията, са в основата на типично фамилно предприятие, в което участва цялото семейство на Панчо Накашев. Аптеката му в София се намира на ъгъла на булевардите „Витоша“ и „Патриарх Евтимий“.
Участва като делегат от Щипското благотворително братство в обединителния конгрес на Македонската федеративна организация и Съюза на македонските емигрантски организации от януари 1923 година.
През 30-те и началото на 40-те години на XX век, с дейното участие на съпругата си Елена Мазнева-Накашева, Панчо Накашев развива активна обществена дейност. През този период те общуват както с дейците на българското освободително движение на Македония, така и с някои от най-известните влиятелни българи-интелектуалци, първоначално обединени в кръга „Сенаторите“ (кафене „България“), който по-късно прераства в интелектуалното общество на кафене „Цар Освободител“, свидетелство за което са скиците, шаржове и картини на художника Александър Добринов. Българският национален въпрос, Македония и Щип са неизменно част от неговия живот, както и на живота на съпругата му и на цялото му семейство.
В края на 30-те години на XX век и с помощта на овчаря Иван Раев от Енина започва да изследва билката лудо биле, чрез която създава лекарството „Белабулгара“("Bellabulgara"), стабилизирано и стандартизирано за лечение на Пост-енцефалитен Паркинсонизъм. В своята аптека Панчо Накашев работи с магистър-фармацевта Константин Цанков, по-късно съпруг на голямата му дъщеря Екатерина Накашева-Цанкова, юрист. Синът на Панчо Накашев – Константин Накашев, инженер-химик и магистър-фармацевт, е активен участник в разработката на лекарството „Белабулгара“.
На 13-ия годишен лекарски конгрес от 1940 г. доктор Джозефин Нийл (Dr. Josephine B. Neal), специалистка по нервни болести от САЩ, в реферат определя лекарството "Bellabulgara" като най-ефикасно при лечението на болестта Пост-енцефалитен Паркинсонизъм. През 1940-41 година Панчо Накашев заедно с дъщеря си Надежда Накашева (по-късно – Петрова), финансист, защитава и потвърждава в САЩ регистрираната по-рано търговска марка на лекарството.
В края на 1946 година заминава за САЩ със съпругата си Елена и дъщеря си Лиляна Накашева (по-късно – Сайберт), също магистър-фармацевт, за да продължи да произвежда лекарството „Белабулгара-Накашев“ (Bellabulgara – Nakasheff).
Панчо Накашев умира от сърдечен инфаркт в САЩ на 29 септември 1962 година.